# カール・ウエレ
カール・ウエレ（Carl Ouellet、1967年12月30日 - ）は、フランス系カナダ人のプロレスラー。カナダのケベック州セント・キャサリン出身。
ジャック・ルージョーとのタッグチーム「ザ・ケベッカーズ（The Quebecers）」や海賊ギミックの「ジャン＝ピエール・ラフィット（Jean-Pierre Lafitte）」など、1990年代のWWFで中堅ヒールとして活躍した。

## 来歴
1987年に地元ケベックのモントリオールにてデビュー。インディー団体でキャリアを積んだ後、ネオナチ・ギミックのキラー・カール・ウォレス（Killer Karl Wallace）に変身してカルロス・コロンの主宰するプエルトリコのWWCに参戦。1992年5月には、クラッシュ・ザ・ターミネーターことビル・デモットのタッグパートナーとして、バッシュ・ザ・ターミネーター（Bash the Terminator）のリングネームでW★INGプロモーションに初来日している。

### WWF時代
1993年、ケベック人の先輩ジャック・ルージョーの仲介でWWFに登場。ジャックのパートナーとなってピエール（Pierre）と名乗り、マウンティー・スタイルのザ・ケベッカーズ（The Quebecers）を結成。ジョニー・ポロをマネージャーに迎え、9月13日にリックとスコットのスタイナー・ブラザーズからWWF世界タッグ王座を奪取した。以後、マーティ・ジャネッティ&1-2-3キッドやモーとメイブルのメン・オン・ナ・ミッションにタイトルを奪われるが、いずれも短期間で奪還、1994年4月26日にサムゥとファトゥのザ・ヘッドシュリンカーズに敗れるまで、同王座を通算3回獲得した。

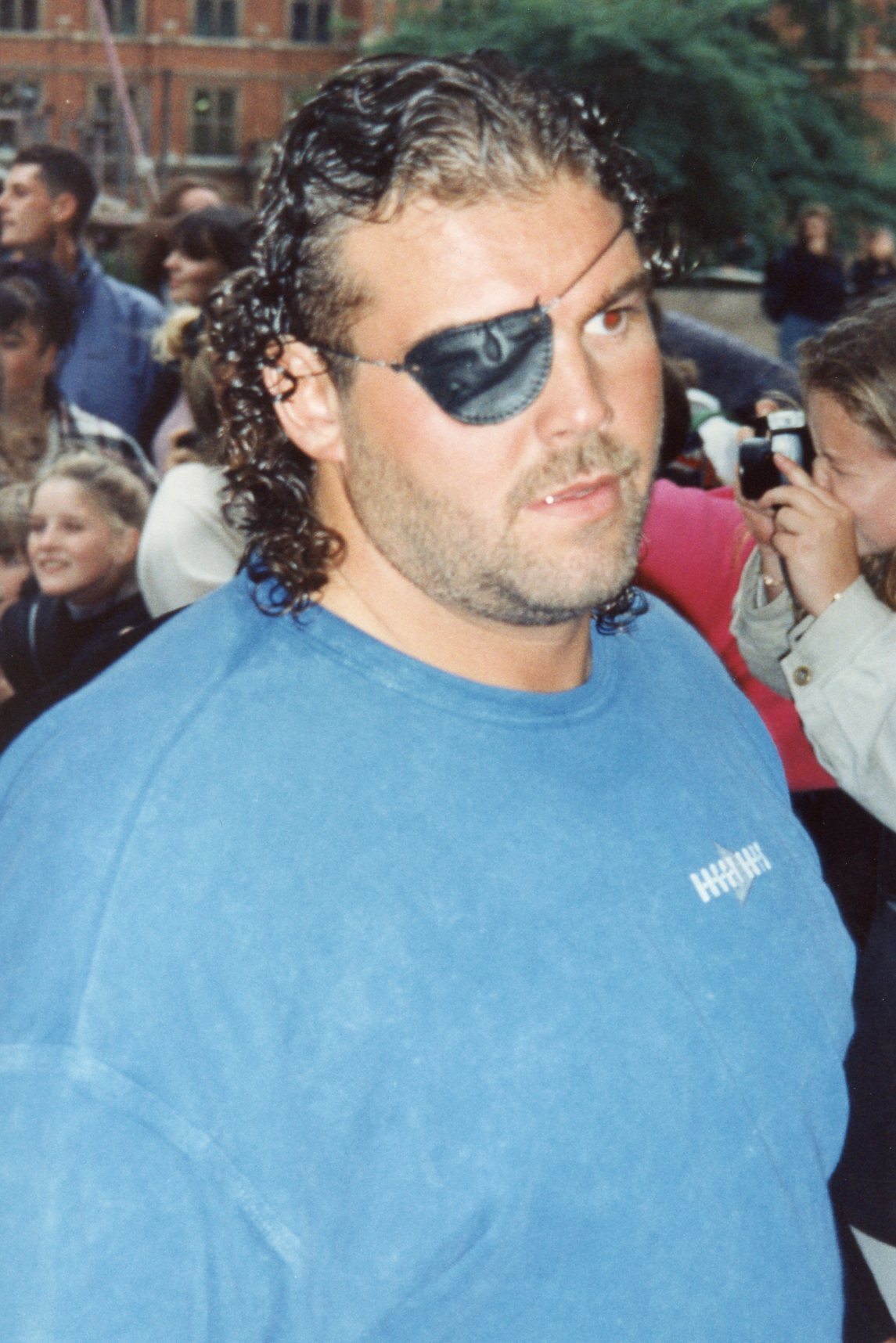
1995年

1995年、ジャックの一時引退に伴いシングル・プレイヤーに転向。少年時代にエアガンの事故で右眼の視力を失い隻眼であったことから、黒いアイパッチを付けた海賊ギミックのジャン＝ピエール・ラフィット（Jean-Pierre Lafitte）に変身する。ルイジアナ州ニューオーリンズのフレンチ・クオーター出身を自称し、実在したフランス移民の海賊ジャン・ラフィットの末裔という設定のもと、入場中のブレット・ハートを急襲してリングコスチュームを強奪。以降、短期間ながらブレットとの抗争アングルが組まれ、PPVシリーズの『イン・ユア・ハウス』では、7月23日と9月24日の2回に渡って両者のシングルマッチが行われた。
また、ホームタウンのケベック州モントリオールで開催されたハウス・ショーでは当時のWWF世界ヘビー級王者ディーゼルと対戦。当初、この試合はウエレが地元で勝利を飾るはずだったが、当時WWFのバックステージにおいて発言力を増大させていたクリックのショーン・マイケルズの反対に遭い、ダブル・カウントアウトの引き分けに終わっている。その後まもなく、ウエレはWWFを離れた。

### WWF以降
1996年9月よりWCWに移籍し、アメイジング・フレンチ・カナディアンズ（The Amazing French Canadians）とチーム名を変更してジャック・ルージョーとのコンビを再結成。ナスティ・ボーイズやハーレム・ヒートとも対戦して、モントリオールではザ・ジャイアントとのシングルマッチも組まれたが、WWF時代のような活躍はできず翌1997年の半ばにWCWを解雇された。
以後、オットー・ワンツの主宰するドイツ・オーストリアのCWA遠征を経て、1998年にジョバーのポジションでWWFに復帰。7月14日の『ロウ・イズ・ウォー』では "WWF Brawl for All" の一回戦でスティーブ・ウィリアムスに敗退した。その後は当時のWWFのファーム団体だったテネシー州メンフィスのPPWにて、クリス・キャノンボール（Kris Kannonball）のリングネームで活動。1999年7月には、ピエールの名義で全日本プロレスに来日している。
2000年は本名のカール・ウエレとしてECWに参戦、フィラデルフィアのECWアリーナにてジャスティン・クレディブルのECW世界ヘビー級王座に挑戦した。同年下期にはWCWに短期間再登場し、ランス・ストーム率いるチーム・カナダに加入。8月14日の『マンデー・ナイトロ』にて前王者ストームからWCWハードコア王座を譲り受けたが、同夜にノーマン・スマイリーに奪取された。
その後、IWAプエルトリコなどを経て、2003年に覆面レスラーのXに変身してTNAに登場、クリストファー・ダニエルズやサンジェイ・ダットを相手に試合を行った。以降はPCOことピエール・カール・ウエレ（Pierre Carl Ouellet）を正式なリングネームに、IWS（International Wrestling Syndicate）やTOW（Top of the World Wrestling）などモントリオールのインディー団体で活動。WWEのダーク・マッチにも時折出場して、2007年から2008年にかけてはトミー・ドリーマーやチャーリー・ハースと対戦した。2009年5月30日には、IWSの10周年記念興行にて因縁のケビン・ナッシュをタップアウトさせている。
2011年2月8日、ケベックのラジオ局のインタビューにて引退を声明。前年の2010年6月19日にTOWで行われたデズモンド・ウルフ戦が引退試合となった。

### 現役復帰
2016年5月21日、ケベック州で開催されたイベントで現役復帰。以降、GCWやPWGなどのインディー団体で活動。
2018年12月1日、ROHとの独占契約を発表。2019年3月にROH世界タッグ王座とROH世界6人タッグ王座の2冠王となり、12月13日にはルーシュを破りROH世界王座を獲得した。

## 得意技
- チョークスラム
- デスバレーボム
- サモアン・ドロップ
- キャノンボール（Le Cannonball）
- ムーンサルト
- レッグ・ドロップ
- パイルドライバー
- ラリアット
- トペ・コン・ヒーロ

## 獲得タイトル
WWF
- WWF世界タッグ王座：3回（w / ケベッカー・ジャック）[4][5]

ROH
- ROH世界王座：1回
- ROH世界タッグ王座：1回（w / ブロディ・キング）
- ROH世界6人タッグ王座：1回（w / マーティ・スカル、ブロディ・キング）

NWA
- NWA世界タッグチーム王座：1回（w / ブロディ・キング）

CWA
- CWA世界タッグ王座：1回（w / ライノ・リチャーズ）[17]

WCW
- WCWハードコア王座：1回[13]

インターナショナル・レスリング・シンジケート
- IWSヘビー級王座：1回

トップ・オブ・ザ・ワールド・レスリング
- TOWタッグ王座：1回（w / アル・スノー）